# Euthalia eriphylae
Euthalia eriphylae es una especie de mariposa de la familia Nymphalidae (subfamilia Limenitidinae).

## Subespecies
- Euthalia eriphylae eriphylae
- Euthalia eriphylae raya
- Euthalia eriphylae delmana
- Euthalia eriphylae chula
- Euthalia eriphylae lioneli
- Euthalia eriphylae alboapicala
- Euthalia eriphylae elioti

## Distribución
Esta especie de mariposa y sus subespecies se distribuyen en Malasia, Burma, Tailandia, China, Assam y Tenasserim.